# Balakuntahalli, Chik Ballapur
Balakuntahalli là một làng thuộc tehsil Chik Ballapur, huyện Kolar, bang Karnataka, Ấn Độ.